# Choe Yeong

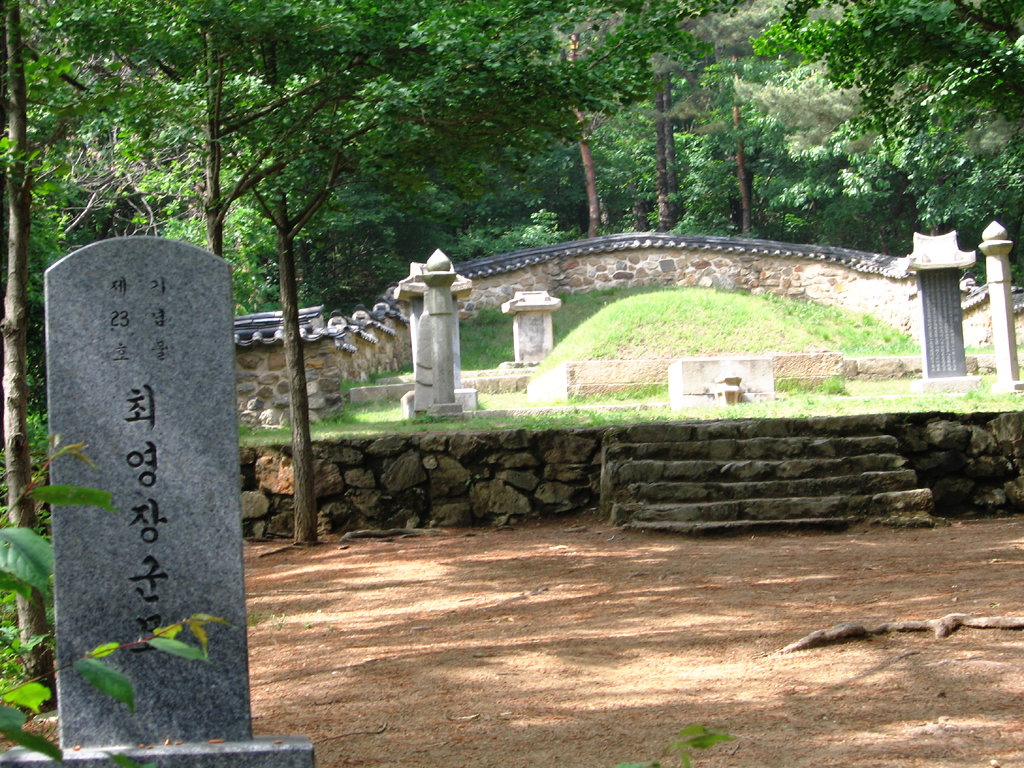
Het graf van generaal Choe Yeong

Generaal Choe Yeong (ook gespeld als Choi Young of Choi Yeong) was een militaire leider en nationale held van de Koreaanse Goryeodynastie.
Choe Yeong werd geboren in 1316 in een prestigieuze adellijke familie. Hij vergaarde faam als een militaire leider toen hij eind jaren 1340 en begin jaren 1350 de Koreaanse kustlijn verdedigde tegen aanvallen van Japanse piraten. In 1352 werd hij een nationale held toen hij de opstand onder leiding van Jo Il-shin neersloeg.
Aangezien de Goryeodynastie schatplichtig was aan de Mongoolse Yuan-dynastie werd Choe Yeong in 1354 naar China gestuurd waar hij aan de zijde van de Yuan de opstand van de Rode Hoofdbanden hielp neerslaan.
In 1388 beval koning U van Goryeo Choe Yeong en generaal Yi Seong-gye om een campagne te leiden tegen de Chinese Ming-dynastie, die op dat moment Goryeo bedreigde. Yi Seong-gye keerde echter zijn leger om en marcheerde terug naar de hoofdstad, Kaesong, waar hij een staatsgreep pleegde. Choe Yeong, die loyaal gebleven was aan de koning, werd door Yi Seong-gye gevangen genomen en geëxecuteerd. Zijn dood markeerde het einde van de Goryeodynastie en het begin van de Joseondynastie.